# بيتشيولي
| link = | هذه المقالة يمكن توسيعها اعتمادا على الترجمة من المقالة المناظرة في ويكيبيديا الإيطالية. (January 2022) اعرض نسخة مترجمة آليًا من المقالة الإيطالية اضغط [هنا] للتعليمات. - تُعدُّ الترجمةُ الآليةُ من كوكل بمثابةِ نقطةِ انطلاقٍ مُفيدةٍ للترجمات، ولكن يَجبُ على المُترجمينَ مُراجعةُ الأخطاءِ الّتي قد تُصاحبُ الترجمةَ حسبَ الضرورة، والتأكيد على دقةِ الترجمة، بدلاً من مجردِ نسخِ النصِّ المُترجمِ آلياً إلى ويكيبيديا. - لا تُترجمِ النصَّ الذي يبدو غيرَ موثوقٍ أو مُنخفضَ الجودة. تَحقِّقْ من النص بالتأكدِ من المَراجعِ الواردةِ في المقالةِ باللغةِ الأجنبية «إذا كان ذلك مُمكناً». - يجب إضافة قالب {{صفحة مترجمة\|it\|Peccioli}} بعد الترجمة إلى صفحة نقاش المقالة لضمان الامتثال لحقوق النشر. - لمزيد من الإرشاد، انظر ويكيبيديا:ترجمة مقالات إلى العربية. |

بيكيولي (النطق الإيطالي: ‎[ˈpɛttʃoli]‏) هو كومون (البلدية) في مقاطعة بيزا في ال الإيطالية المنطقة توسكانا، تقع حول 50 كيلومتر (31 ميل) جنوب غرب فلورنس وعن 30 كـم (19 ميل) جنوب شرق بيزا.

## المعالم السياحية الرئيسية
- بيفي دي سان فارانو ، تم بناؤه على الأرجح بين نهاية القرن الحادي عشر وبداية القرن الثاني عشر. لها واجهة بها خمسة أروقة عمياء وشرائط لومباردية . برج الجرس ، من عام 1885 ، بقايا بنية من القرون الوسطى. يحتوي الجزء الداخلي على صحن وممرين: يضم لوحات من جاكوبو فيجنالي ، وهو صليب من القرن الثامن عشر ، ومادونا والطفل والقديسين لنيري دي بيكي (1484) واثنين من الدهانات من القرن الثالث عشر مدرسة بيزان.
- كنيسة سانتا كاترينا ، بما في ذلك خيمة أواخر القرن الخامس عشر التي رسمها بينوزو غوزولي عندما انتقل إلى المنطقة هربًا من الطاعون .